# Sigillographie
La sigillographie, appelée également sphragistique, est la discipline historique qui a pour objet l'étude des sceaux  sous tous leurs aspects et quelle qu'en soit la date. Elle décrit matrices et empreintes ; et les étudie de façon critique du point de vue historique, artistique, technique et de la valeur probatoire : types, légendes, modes d'apposition, nature diplomatique et juridique, ainsi que leurs méthodes de conservation.

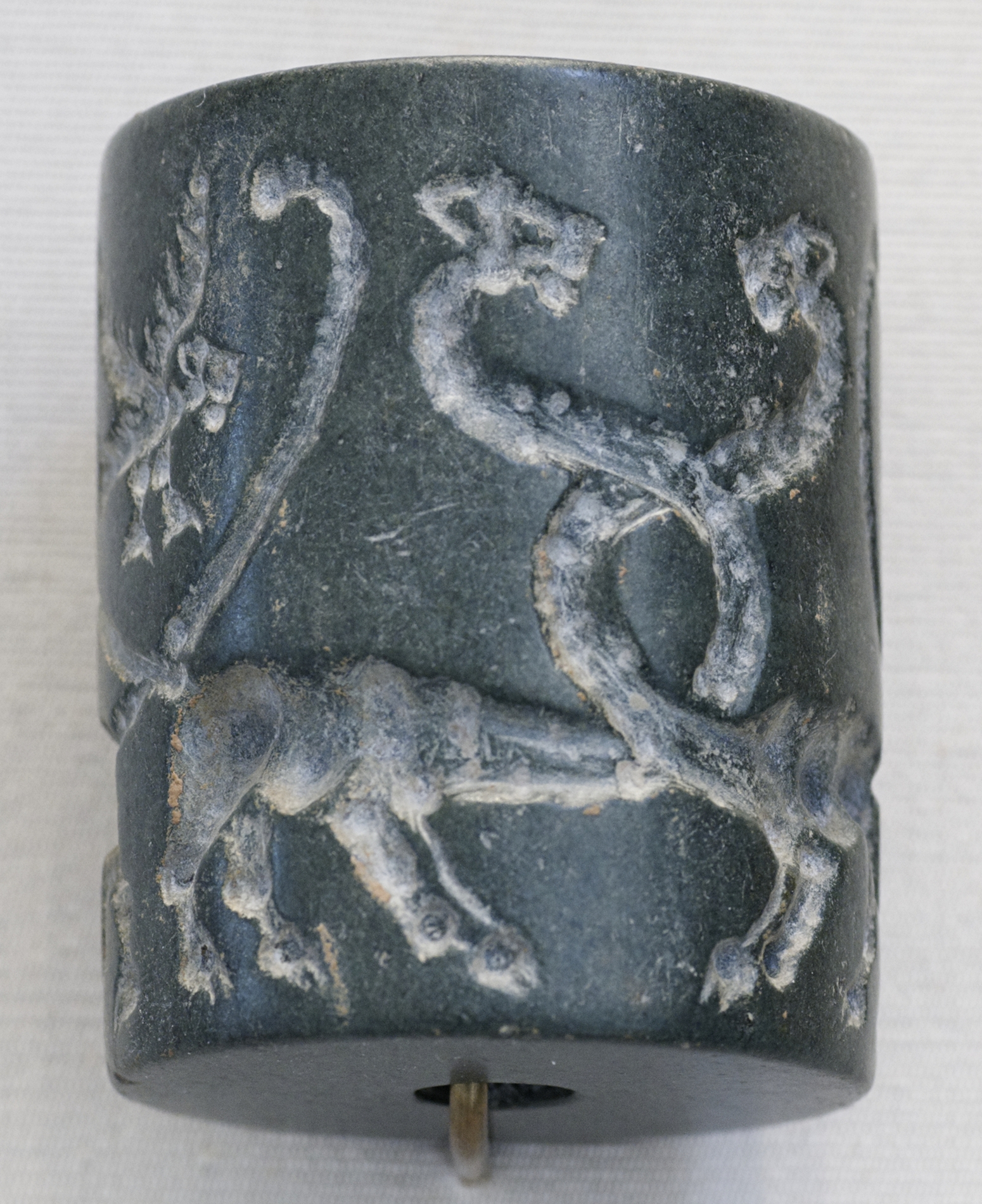
Sceau cylindrique de la période d'Uruk conservé au musée du Louvre (jaspe vert, environ 3700-2900 avant notre ère).

## Histoire de la sigillographie
À l'époque moderne l’intérêt pour les sceaux a précédé l'invention de la sigillographie en tant que discipline. Celle-ci est définie en France au milieu du XIXe siècle ; elle est alors considérée comme une science auxiliaire de l'histoire. Si la sigillographie se situe dans la continuité des travaux érudits des XVIIe et XVIIIe siècles, elle s'en distingue cependant de manière radicale par une volonté d'édition extensive, son invention étant fondamentalement liée à la constitution des vastes collections de moulages auxquelles les Archives nationales donnèrent l'impulsion sous la monarchie de Juillet et qui s'acheva à la fin de la Troisième République. L'invention de la sigillographie doit donc être replacée dans le grand mouvement d'édition des sources initié au XIXe siècle et dont elle conservera longtemps un certain nombre d'archaïsmes.

### Avant la sigillographie
L'intérêt porté aux sceaux est lié à la naissance de l'histoire moderne c'est-à-dire à la critique des sources et cela de manière aiguë dans la mesure où les sceaux sont une des clefs du système d’authentification des actes. Il faudra cependant attendre le dernier quart du XVIIe siècle et la parution du De re diplomatica de Dom Mabillon pour voir apparaître la première approche scientifique en la matière.

### L'invention d'une discipline (1830-1860)
La sigillographie, appelée aussi sphragistique, est une science ancienne, notamment développée en France par les premiers diplomatistes, puis aux Archives royales par Natalis de Wailly, Louis Douët d'Arcq et Léon de Laborde. Elle est devenue nécessaire aux collectionneurs et aux musées dès le XIXe siècle, et notamment de 1830 à 1880, alors que de grandes collections d’empreintes étaient fondées et étudiées.
Après 1830, alors que la collection d'environ 300 matrices de Pierre Révoil entrait au Louvre, le marchand anglais John Doubleday fut autorisé à faire des moulages de certains sceaux des Archives royales, à condition de fournir à ces dernières un exemplaire de chaque moulage. Au même moment, le médailleur Alexis-Joseph Depaulis (1792–1867) réunissait des dizaines d'empreintes de sceaux de provenances variées pour les offrir à l'École des Beaux-Arts de Paris.
Les Archives royales réunissent en quelques décennies, à partir des années 1840, une collection de moulages qui reste la plus importante dans le monde, d'abord à partir d'exemplaires français et anglais. Les sceaux deviennent ainsi des références permettant de dater des événements historiques et d'étudier l’iconographie religieuse, l’histoire du costume ou des styles décoratif, l'héraldique, l’épigraphie et la paléographie. Un catalogue, comprenant trois volumes relatifs aux « Collections de sceaux », facilite l’accès à ces dernières, mais n'est pas illustré. Les sceaux sont classés selon huit types : de majesté, équestre, armorial, personnel aux femmes, ecclésiastique, légendaire, topographique, et arbitraire (ou dit « de fantaisie »). Ces premiers inventaires ne satisfaisant ni les critères ni les besoins de la recherche, Laborde pense à éditer un Atlas des sceaux, cette fois illustré de photographies, compilant des fiches normalisées, mais ce projet ne verra pas le jour. Un inventaire des sceaux de province est lancé par Laborde. Il ne sera pas terminé, mais il a néanmoins permis la publication de l'inventaire des sceaux de la Flandre (en 1873), de l’Artois et de la Picardie (en 1877), de la Normandie (en 1881). Auguste Coulon le reprend pour la Bourgogne (terminé en 1912). Selon Clément Blanc-Riehl, l'étude sur moulage et la séparation de nombreux sceaux de leur document a cependant – en « décontextualisant » ces objets – fait perdre à la sigillographie une partie de son intérêt historique.

## France
La plupart des sigillographes français sont membres de la Société française d'héraldique et de sigillographie, qui édite la Revue française d'héraldique et de sigillographie.

## Belgique
La sigillographie constitue une des disciplines étudiées par la Société royale de numismatique de Belgique, qui publie la Revue belge de numismatique.

## Méthode descriptive
Les sigillographes du milieu du XIXe siècle ont mis au point une méthode de description rigoureuse distinguant différents domaines d'analyses en prise avec la codification même de la pratique sigillaire médiévale. Cette méthode, toujours en vigueur, permet de décrire les caractères externes des sceaux (formes, dimensions, matières, couleurs), les modes d'apposition (sceaux plaqués, sceaux pendants), les systèmes d'attaches (queues, lacs, lanières, cordelettes, etc.), l'iconographie (types), la paléographie (systèmes d'écriture), ainsi que la nature diplomatique et juridique des espèces sigillaires (grand sceau, sceau du secret, etc.). Plus récemment, les matrices, longtemps négligées, sont l’objet d'une attention renouvelée.

## Définition et terminologie
Le sceau est une empreinte obtenue sur un support par l'apposition d'une matrice présentant des signes propres à une autorité ou à une personne physique ou morale en vue de témoigner de la volonté d'intervention du sigillant. De façon courante, le terme désigne l'empreinte imprimée sur de la cire ou une autre matière molle (glaise, papier, etc.), par opposition à la bulle, imprimée sur une matière métallique (plomb, argent et or).
Les outils permettant d'empreindre les sceau sont appelés matrices, ceux permettant de fabriquer une bulle, pinces à buller. Les premières peuvent adopter différentes formes (plate, conique, cylindrique, à charnières, etc.) et être réalisées dans différentes matières en fonction des époques et des civilisations. Dans l'Occident médiéval les matrices sont majoritairement métalliques ; elles sont réalisées dans des alliages cuivreux, le plus souvent du laiton, plus rarement de l'argent, plus rarement encore de l'or. Il existe en outre en Normandie et en Angleterre une production de matrices en plomb. Cependant toutes les matières peuvent être utilisées : il existe des matrice en ivoire (éléphant ou de morse), en ambre, sans oublier les pierres permettant de réaliser les intailles (rubis, émeraude, pierres siliceuses).
Le sceau est utilisé comme marque personnelle d'autorité. Il rend crédible l'écrit. On en distingue différents types 
- Le sceau proprement dit ;
- La bulle, aux mêmes usages que le sceau, mais qui est en métal ;
- Le contre-sceau, empreinte de petites dimensions réalisée à l'avers du sceau ;
- Le signet, empreinte de petites dimensions avec une seule face ;
- Le cachet, utilisé à l'époque moderne pour fermer une lettre.

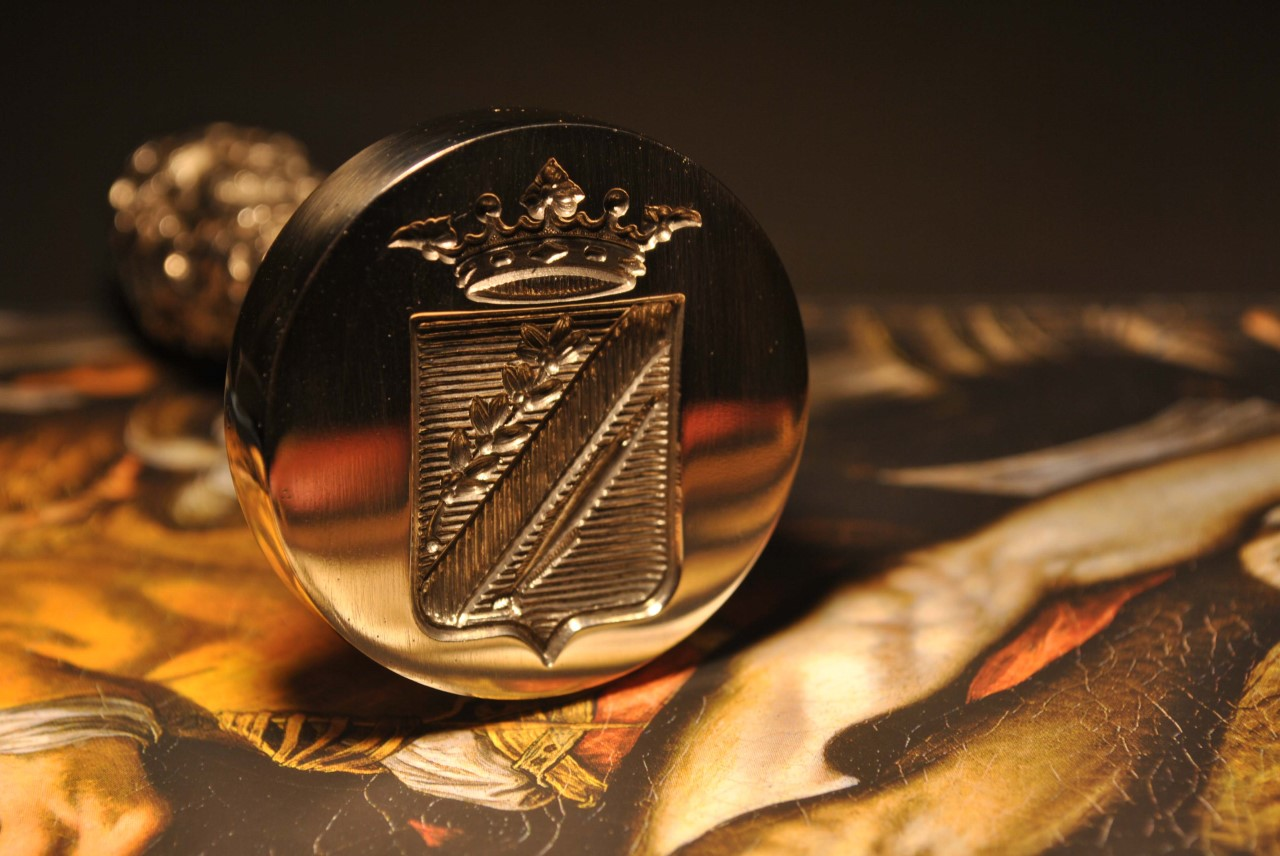
Sceau en argent ciselé aux armes de la famille Ciciarelli.

## Usage
Les sceaux servent à :
- authentifier les documents - comme les signatures et timbres contemporains ;
- clore des lettres - comme les scellés contemporains;
- certifier des lettres - comme encore aujourd'hui les cachets de plis.

La valeur juridique médiévale du sceau est le fondement de la théorie juridique contemporaine de la signature.
Comme seing, ils mentionnent une origine et donnent une garantie. Pour ce faire ils donnent à voir des signes (appelés types) associés à un texte (appelé légende), deux termes issus de la numismatique.
Les sceaux et les bulles d'authentification des actes fournissent l'essentiel des matériaux dont les pourvoyeurs sont les dépôts d'archives et les bibliothèques. La sigillographie est de ce fait même liée à la diplomatique et l'héraldique particulièrement concernée par le sceau comme moyen d'identification, les trois quarts du million d'armoiries médiévales étant connues uniquement par des sceaux monochromes.
En France, le titre Garde des Sceaux fut créé par Philippe Auguste au XIIIe siècle et est encore porté de nos jours par le ministre de la Justice.

## Technique

### Fabrication du sceau de cire
Le sceau de cire médiéval est obtenu à partir d'une galette ou boule brunâtre de cire naturelle d'abeille, agrémentée dès le XIIe siècle de colorants pour donner des cires marron — ou jaunes —, vertes ou rouges puis, par l'impression d'une matrice de métal —  alliage cuivreux le plus souvent —, gravée en creux et à l'envers.

### Formes de sceau

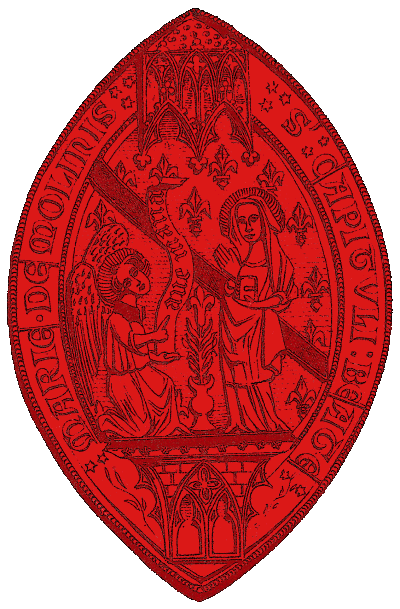
Sceau ogival du chapitre de la cathédrale de Moulins.

Les formes les plus courantes sont :
- rondes[5]
- ogivales, dites alors « en navettes », plus appropriés pour les effigies en pied d'ecclésiastiques ou de femmes[6].

### Apposition du sceau
Les sceaux peuvent être soit plaqués à même le parchemin de l'acte ou, dès le XIIe siècle, appendus . Les sceaux appendus l'étaient au moyen de :
- courroies de cuir,
- simples languettes de parchemin rapportées, passant par une incision (doubles queues), dont une forme particulière est l'attache parisienne,
- découpées dans la masse du parchemin supportant l'acte (simples queues),
- fils de matériaux divers (lacs de soies, cordelette de chanvre).

Les sceaux appendus au bas du document présentent deux faces, l'avers qui recueille l'empreinte du sceau, et le revers qui reçoit celui d'un autre sceau, sceau dit biface s'il a même dimension, ou contre-sceau s'il a une dimension inférieure,.

Quelques types d'apposition du sceau
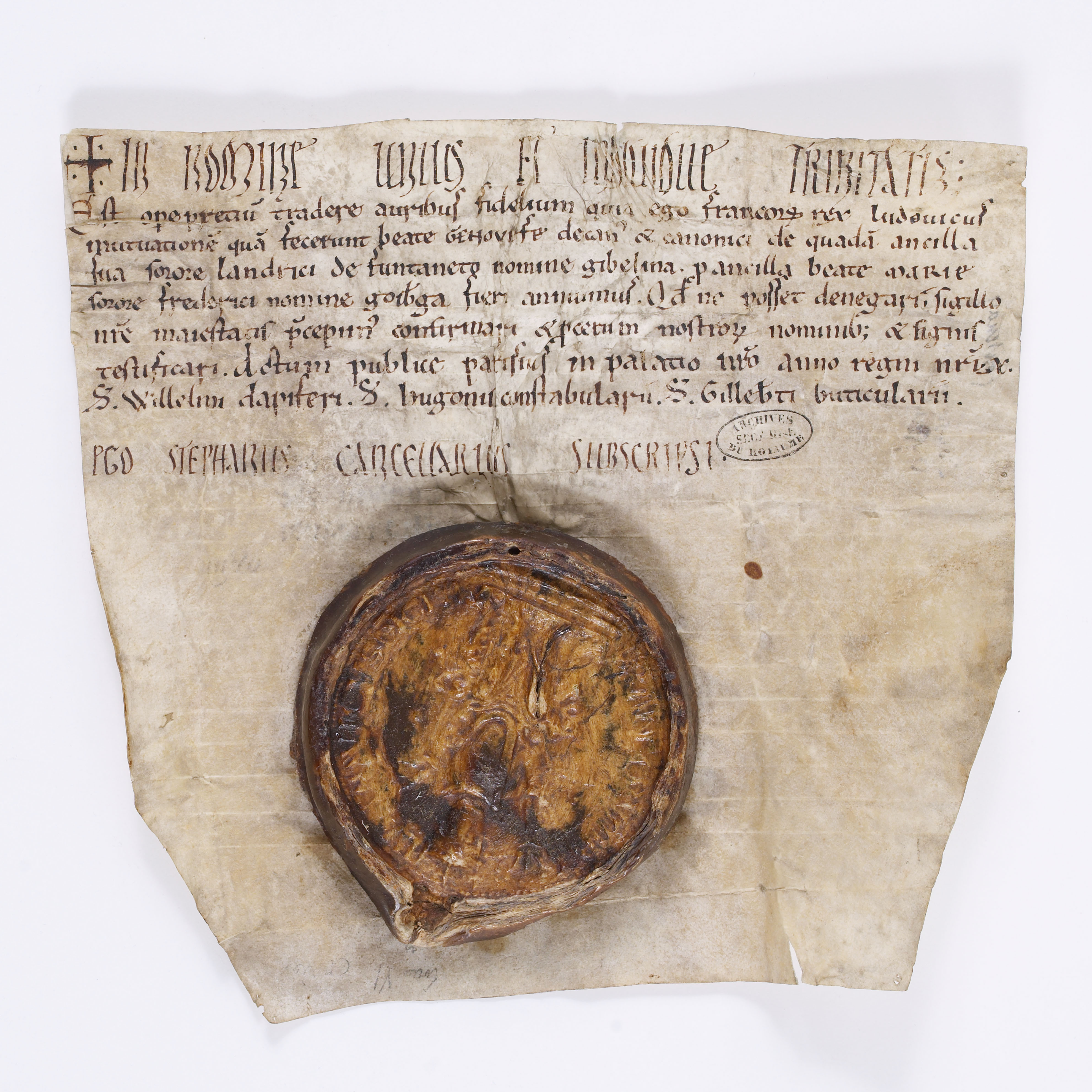
Acte de confirmation du roi Louis VI le Gros, scellé d'un sceau plaqué de cire brune, 1118. Archives nationales AE-II-132.
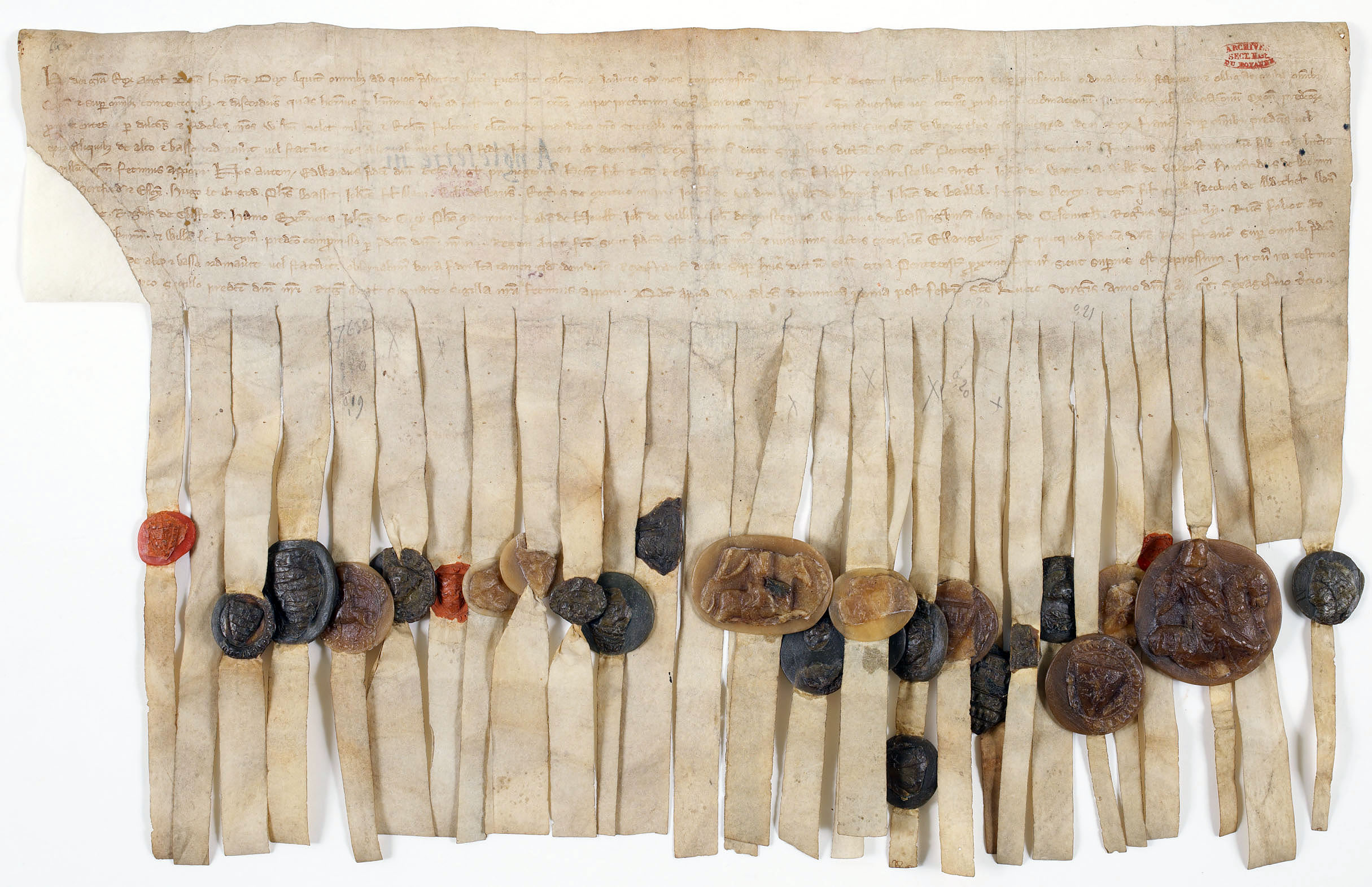
Charte par laquelle Henri III d'Angleterre et ses barons prennent Louis IX comme arbitre de leurs différends, scellée de 25 sceaux appendus sur queues de parchemin, 1263. Archives nationales AE-III-64.
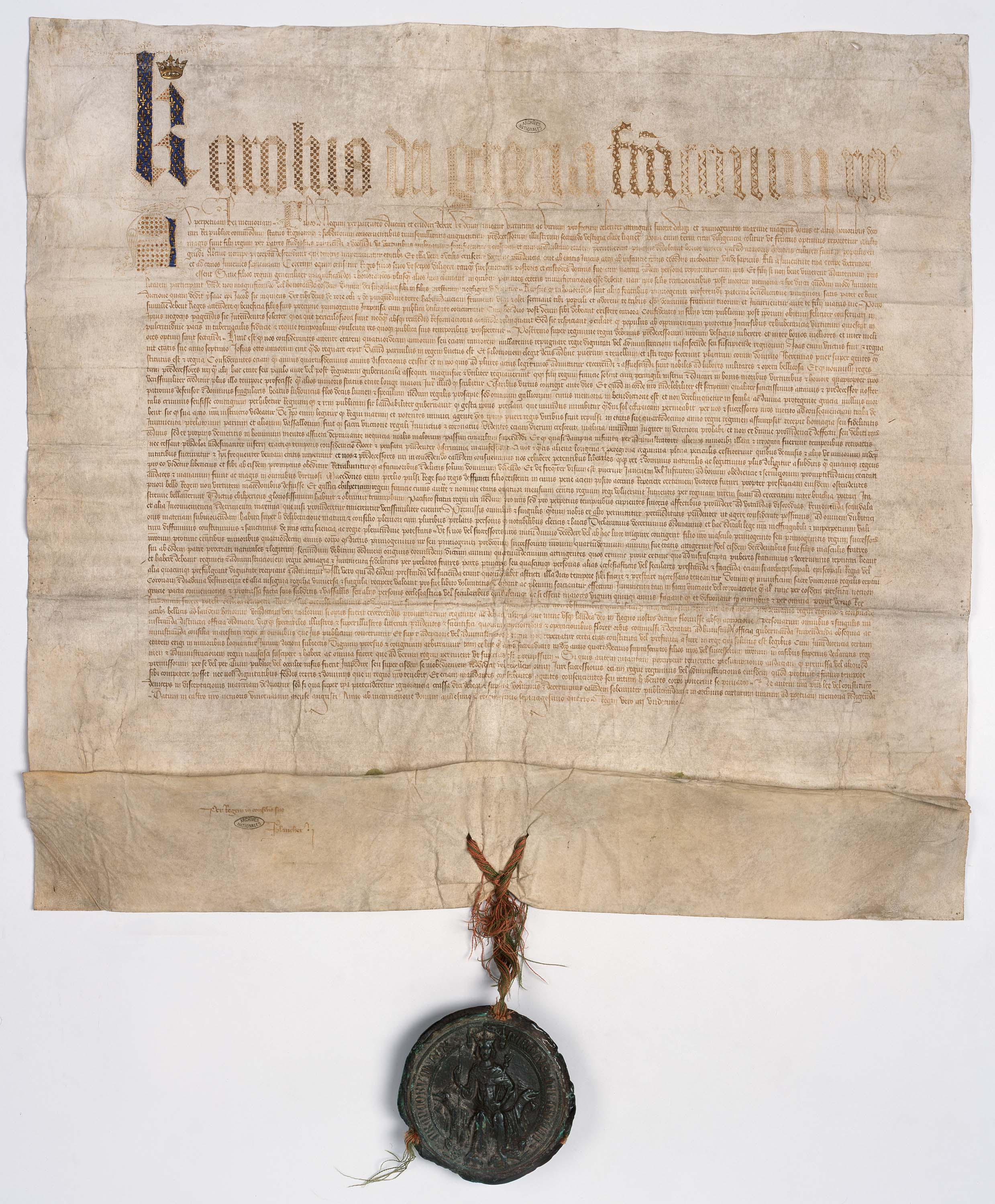
Ordonnance de Charles V, scellée du sceau royal de cire verte pendant sur lacs de soie rouge et verte, 1374. Archives nationales AE-II-395.

### Les effigies et légendes

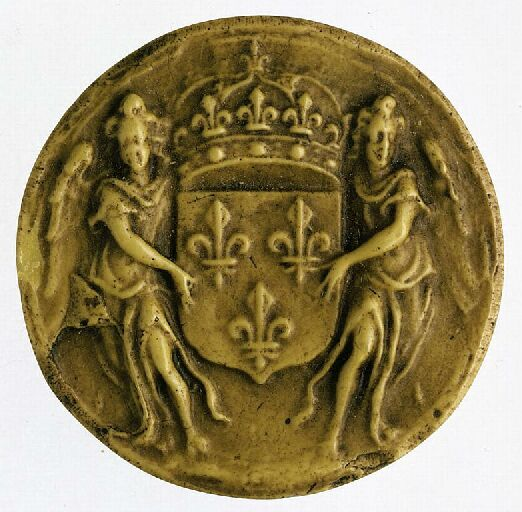
Moulage du contre-sceau du grand sceau de Louis XIV, roi de France. Archives nationales, SC-D116bis.

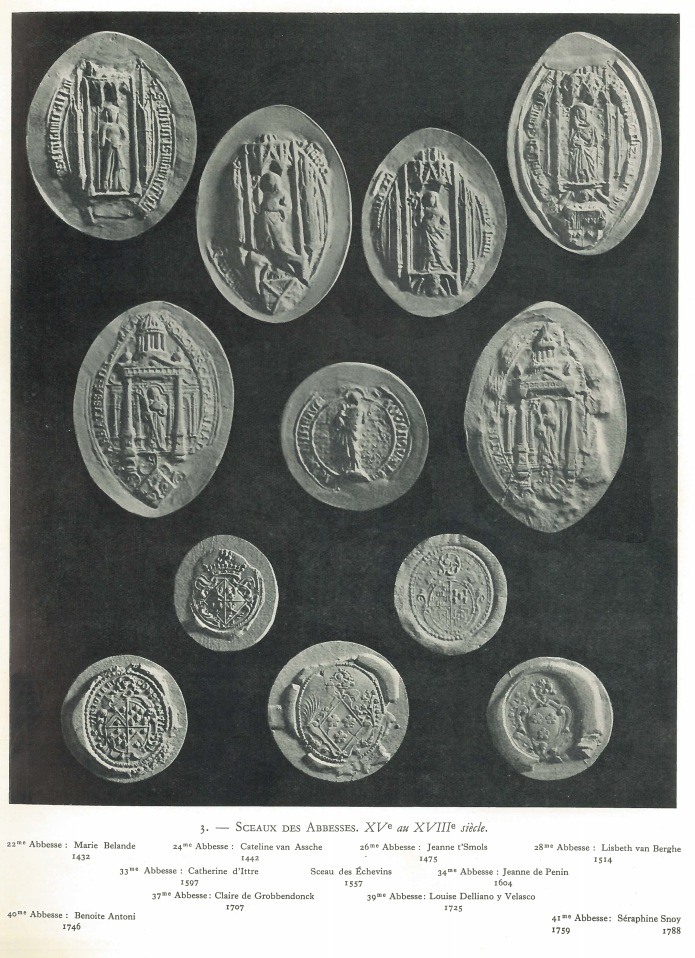
Sceaux des abbesses de la Cambre. XVe siècle au XVIIIe siècle.

La légende nominative est souvent en latin et plus rarement en langue vernaculaire. Les effigies sont, elles, typées en fonction du rang social : 
- sceau de majesté, où le roi trône avec les signes de sa souveraineté[14],
- sceau équestre, de guerre où un seigneur figure à cheval, portant ses armes[15],
- sceau ecclésiastique, assis ou en pied, montrant le sigillant revêtu des ornements de sa fonction[16],
- sceau féminin, en pied pour une dame de haut rang parée de ses atours[6],
- sceau hagiographique, des institutions d'Église[17],
- sceau monumental, des villes, représentant des monuments[18],
- sceau héraldique, ou armorié, qui reste le plus répandu dans la société, utilise le codage monochrome des couleurs héraldiques - non utilisé dans le jeu pour des raisons techniques[19].

## Significations

### Signification de la couleur et de l'attache

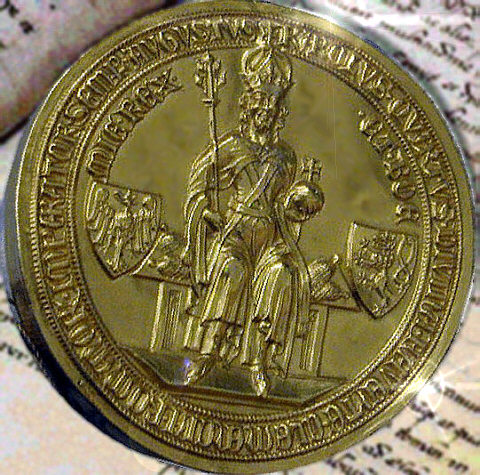
Bulle d'or de l'empereur Charles IV en majesté, 1356.

La couleur de la cire et de l'attache était parfois porteuse de sens dans certaines chancelleries. Dans la chancellerie royale française :
- les sceaux de cire verte, pendants sur lacs de soie rouge et verte, caractérisent les actes à valeur perpétuelle ;
- les sceaux de cire jaune sur simple queue, sont propres aux mandements et aux actes administratifs ;
- les sceaux de cire rouge scellent les lettres closes relevant de la sphère privée.

Dans le domaine privé existe aussi un code couleur :
- les sceaux de cire verte scellent les lettres de déclaration d'amour audacieuse ;
- les sceaux de cire noire ou grise caractérisent les actes ayant trait au décès ou aux funérailles ;
- les sceaux de cire bleue scellent les lettres d'amour.

## Les bulles de métal
La bulle de métal est toujours appendue au document et toujours biface. Elle est produite en imprimant une boule de métal au moyen d'une sorte de tenaille. Les métaux sont de nature malléables donc de trois sortes :
- bulle d'or, pour les chancelleries impériales (empereur byzantin ou empereur romain germanique) ;
- argyrobulle, en argent, pour les chancelleries royales,
- molybdobulle, en plomb, pour les actes solennels des papes.

## Les espèces du sceau
Seuls les grands sigillants peuvent avoir concurremment plusieurs sceaux, aux usages différents - comme le roi de France possédant un grand sceau, un sceau du secret, un signet, ... La taille du sceau pouvait varier selon son espèce de moins de deux à plus de dix centimètres de diamètre.

## Devenir d'un sceau
Le sceau d'une personne physique est par principe unique et doit être détruit à sa mort. Mais souvent, un changement de statut amène les sigillants à se doter d'un nouveau sceau, dont la figure et/ou la légende sont modifiés. Les découvertes archéologiques, ainsi que le fait que de nombreuses matrices de sceaux (outil servant à produire le sceau) soient conservées dans des collections publiques et privées, prouvent que seuls les sceaux-matrices des hautes autorités, des souverains et des princes étaient cassés.

## Dans la fiction
Le professeur Halambique est sigillographe dans l'album des Aventures de Tintin intitulé Le Sceptre d'Ottokar.